# Thoriosa fulvastra
Thoriosa fulvastra är en spindelart som beskrevs av den franska araknologen Eugène Simon år 1910. Den ingår i släktet Thoriosa och familjen Ctenidae. Inga underarter finns listade i Catalogue of Life.